# Antoine Yvon Villarceau
Antoine François Joseph Yvon Villarceau (16 janvier 1813 à Vendôme - 23 décembre 1883 à Paris) est un ingénieur, astronome et mathématicien français.

## Biographie
En 1825, il suit des cours de musique donnés par Valette, un ancien professeur du collège de Vendôme qui avait dû en démissionner parce que libre-penseur. Comme il manquait d'un joueur de basson, il en achète un hors d'usage et le répare dans son atelier pour en jouer dans la Société philharmonique. À quinze ans, il demande une dispense d'âge pour passer son baccalauréat à Orléans et il est reçu bachelier. Son père décide de l'émanciper à l'âge de 16 ans et trois mois, le 9 avril 1829. Libéré de la tutelle de son père (sa mère était morte en 1828), il décide de venir vivre à Paris. Il s'y fait disciple du saint-simonisme. Après avoir tenté de prêcher le saint-simonisme à Vendôme, il revient à Paris. Il se présente au concours d'entrée au Conservatoire de musique et y est admis. À la fin de la première année d'études, en 1834, il obtient le premier prix de basson sur l'instrument qu'il avait réparé et perfectionné à Vendôme. Il demande alors un congé pour aller en Égypte avec son ami Félicien David et la mission Enfantin. Le Père Enfantin obtient de Méhémet Ali qu'Yvon soit nommé professeur de musique à l'école de cavalerie de Gizeh. Puis Félicien David et Yvon rentrent en France, dégoûtés de l'apostolat saint-simonien, mais enrichis de souvenirs.
À 24 ans, en 1837, Antoine Yvon se présente à l'École centrale en ajoutant à son nom « Villarceau », nom d'une terre qu'il a léguée à la ville de Vendôme. Il utilisera son nom sans trait d'union entre Yvon et Villarceau. Il est admis sans aucune préparation. En étudiant les sections d'un tore, il trouve les cercles de Villarceau.
En 1845, il présente un Mémoire sur l'établissement des arches de pont lu à l'Académie des sciences le 10 novembre 1845 et approuvé par la commission mise en place par l'Académie dans son rapport du 9 novembre 1846 paru dans les Comptes rendus de l'Académie des sciences, tome XXIII. Ce mémoire a d'abord été publié dans le tome XII du Recueil des Savants étrangers, puis en 1853 par l'Imprimerie impériale. Ce mémoire a été complété dans le tome 43 des Mémoires de l'Académie des sciences de l'Institut de France.
En Égypte, il avait rencontré Lambert-Bey qui l'avait initié à l'astronomie. Ses premières études sont relatives aux orbites des planètes. Le problème serait insoluble si on ne savait depuis Képler qu'elles parcourent des orbites elliptiques. Pour déterminer une orbite, le nombre d'inconnues se réduit à cinq. Villarceau a travaillé à déterminer ces orbites des comètes à partir des données disponibles. En 1845, il propose dans un mémoire une méthode de correction des éléments approchés des orbites de comètes. En 1846, l'Académie des sciences approuve la publication de son mémoire dans le Recueil des Savants étrangers. Il est alors recruté par François Arago en 1846 à l'Observatoire de Paris en qualité d'astronome. Puis il est nommé en 1855 membre du Bureau des Longitudes et élu en 1867 membre de l'Académie des Sciences. 
Villarceau a constitué une collection d’instruments d’astronomie géodésique lors des opérations de vérification de la méridienne de France de Delambre et Méchain, réalisées entre 1861 et 1866. Entre 1869 et 1875, le Bureau des longitudes a envisagé d’obtenir un terrain au Luxembourg, afin d’y placer cette collection, c'est finalement au Parc de Montsouris que cela pourra se faire, sous l'impulsion de l'Amiral Ernest Mouchez et de Villarceau.

## Distinctions
- Officier de la Légion d'honneur (1880)

## Travaux
Il a publié plus qu'une cinquantaine de mémoires sur des sujets les plus variés.
En mathématiques
- Il a caractérisé les cercles de Villarceau dans le tore : les deux cercles (outre les deux triviaux) obtenus en sectionnant un tore selon un plan diagonal qui passe par le centre du tore (Comptes rendus hebdomadaires des séances de l'Académie des sciences, tome 27, juillet-décembre 1848, p. 246)

En astronomie
- Il a construit un grand équatorial et un régulateur isochrone pour l'observatoire de Paris.
- Le bilame de Villarceau permet de corriger la dérive de la marche des chronomètres de marine due à leur instabilité thermique[6].
- Il a présenté à l'Académie des sciences en 1848 (Comptes rendus hebdomadaires des séances de l'Académie des sciences, tome 27, juillet-décembre 1848) :
  - les éléments de l'orbite de la planète Hébé, fondés sur un ensemble de quatre-vingts observations (p. 58-60, 184);
  - les éléments de la planète Iris, calculés sur quatre-vingt-huit observations, faites du 13 août au 19 décembre 1847, dans onze observatoires (p. 244-245, 296) ;
  - un procédé pour calculer la masse et les éléments de l'orbite d'une planète perturbatrice inconnue, au moyen de son action sur la dernière planète connue de notre système, déduite directement des observations et des équations différentielles du mouvement (p. 444-448).

## Publications
- Sur l'établissement des arches de pont, envisagé au point de vue de la plus grande stabilité. Mémoire accompagné de tables pour faciliter les applications numériques, Imprimerie impériale, Paris, 1853 (lire en ligne).
- Mécanique Céleste. Expose des Méthodes de Wronski et Composantes des Forces Perturbatrices suivant les Axes Mobiles (Gauthier-Villars, 1881).
- Programme des observations astronomiques qui devront être effectuées dans toutes les stations, d'après une décision prise par la commission du passage de Vénus, dans la séance du 16 mai 1874. M. Yvon Villarceau rapporteur
- Détermination des longitudes, latitudes et azimuts terrestres au moyen des observations faites au cercle méridien n0 2 de Rigaud, Annales de l’Observatoire impérial de Paris, t. IX, « Mémoires », Paris : Gauthier-Villars, 1868, A.1-A.130
- Supplément au mémoire sur l'établissement des arches de pont, dans Mémoires de l'Académie des sciences de l'Institut de France, Gauthier-Villars, Paris, 1889, t. 43, p. 1-133 avec 140 tables et deux plans (lire en ligne)

## Postérité
Une rue Yvon-Villarceau est située dans le 16e arrondissement de Paris dans le 
quartier de Chaillot qui accueille quelques rues où ont été groupés des noms d'astronomes.